# Чрвар
Чрвар (итал. Cervara) је насељено место у Републици Хрватској у Истарској жупанији. Административно је у саставу Града Пореча.

## Становништво
Према последњем попису становништва из 2001. године у насељу Чрвар је живело 99 становника који су живели у 27 породичних и 3 самачка домаћинства.
Кретање броја становника по пописима 1857—2001.
| година пописа  | 1857. | 1869. | 1880. | 1890. | 1900. | 1910. | 1921. | 1931. | 1948. | 1953. | 1961. | 1971. | 1981. | 1991. | 2001. |
| бр. становника | 0     | 0     | 54    | 70    | 94    | 107   | 0     | 0     | 172   | 123   | 104   | 106   | 198   | 108   | 99    |